# Cervasca
Cervasca (piemontiul: Servasca, okcitánul: Sarvasca) település Olaszországban, Piemont régióban, Cuneo megyében. Lakosainak száma 5159 fő (2023. január 1.). Cervasca Bernezzo, Caraglio, Cuneo, Roccasparvera és Vignolo községekkel határos.

## Népesség
A település lakossága az elmúlt években az alábbi módon változott:
| Lakosok száma | 5084 | 5139 | 5159 |
|               | 2017 | 2018 | 2023 |